# نادي ألباسيتي (نادي كرة قدم)
نادي ألباسيتي هو نادي كرة قدم إسباني أٌسس عام 1984. يلعب النادي في Tercera División de Futsal ‏.